# موزه تاریخ ال پاسو

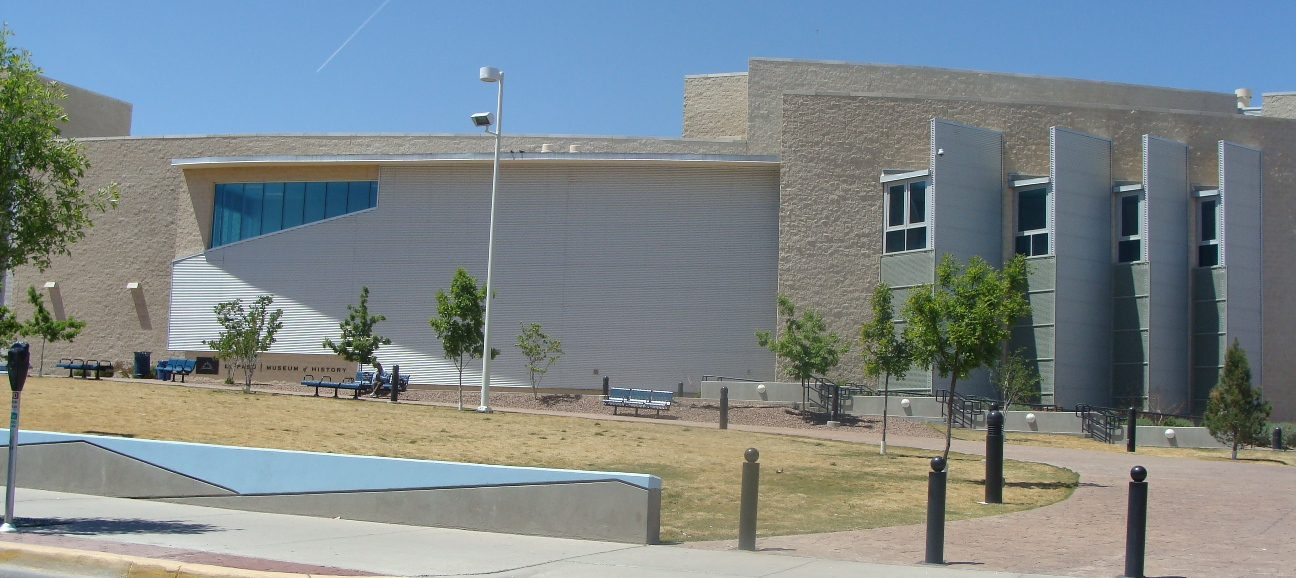

موزه تاریخ ال پاسو (به انگلیسی: El Paso Museum of history) نام موزه‌ای در شهر ال پاسو در تگزاس است.